# ロキテクノ富山
ロキテクノ富山（ロキテクノとやま、略称：RBT）は、日本野球連盟に加盟している社会人硬式野球チームで、富山県中新川郡上市町を拠点に活動。日本野球連盟では、チームが発足した2012年から2020年までクラブチームとして登録されており、2021年1月に、企業チームとなった。

## 概要
株式会社ロキグループが運営するチームで、ロキテクノ（産業用精密濾過フィルターの製造・販売を手がけるグループ会社）の北陸事業所（富山県滑川市大掛）にある室内練習場や丸山運動公園野球場（同県上市町）を練習に使用。日本野球機構（NPB）の出身者や、日本国内の独立リーグ出身者を積極的に採用している。

## 略歴
2012年2月に『ロキテクノベースボールクラブ』として発足。2012年2月25日付で日本野球連盟に登録された。初代の監督は西村基史。
2013年、第6回中日本クラブカップ大会に北信越代表として初出場し、2016年に第87回都市対抗野球第2次予選北信越地区大会に初出場(ベスト4)。
2018年、第43回全日本クラブ野球選手権大会第2次予選北信越大会にて初優勝、本選に初出場を果たすが初戦敗退に終わった。同年、台湾にて国際交流試合を開催した。
2020年1月、チーム名を『ロキテクノ富山』に改称した。
2021年、会社登録の企業チームとなった。
2022年、第93回都市対抗野球大会の北信越二次予選に優勝し、初の都市対抗本戦出場を果たした。

## 沿革
- 2019年主な戦績[7]
  - 第44回全日本クラブ選手権北信越二次予選準決勝
  - 第90回都市対抗北陸一次予選優勝（第一代表権獲得）
  - 第90回都市対抗北信越二次予選準決勝
  - 第61回富山大会準優勝
  - 第5回北信越クラブカップ準優勝
- 2020年主な戦績
  - 第45回全日本クラブ選手権大会一次予選準優勝（二次予選はコロナウイルス感染症拡大防止の為中止）
  - 第110回金獅子旗争奪富山県大会優勝
  - 第91回都市対抗北陸一次予選優勝（第一代表権獲得）
  - 第91回都市対抗北信越二次予選　ベスト4
  - 第6回JABA北信越クラブカップ優勝
  - 第110回富山県社会人野球リーグ戦：3位
- 2021年主な戦績
  - 第111回金獅子旗争奪富山県大会優勝
  - 第111回富山県リーグ戦優勝
  - 第92回都市対抗北陸一次予選優勝（第一代表権獲得）
- 2022年主な戦績
  - 第112回富山県社会人野球リーグ戦優勝
  - 第63回JABA富山大会準優勝
  - 第93回都市対抗北陸一次予選（第三代表権獲得）
  - 第93回都市対抗北信越二次予選優勝
  - 第112回金獅子旗争奪富山県大会優勝

## 主要大会の出場歴・最高成績
- 都市対抗野球大会 - 出場1回
- 全日本クラブ野球選手権大会 - 出場1回

## 主な出身プロ野球選手
- 澤柳亮太郎（投手） - 2023年ドラフト5位で福岡ソフトバンクホークスに入団
- 松原快（投手） - 退団後、日本海リーグの富山GRNサンダーバーズを経て、2023年育成ドラフト2位で阪神タイガースに入団

## 元プロ野球選手の競技者登録
- 西村基史（元福岡ダイエー、日本ハム）- 監督→ヘッド兼投手コーチ→2016年退団
- 大野雄次（元ヤクルト、巨人、横浜大洋） - コーチ→監督→シニアディレクター→2020年退団
- 宮内洋（元横浜ベイスターズ） - コーチ→退団
- G.G.佐藤（元埼玉西武） - コーチ兼外野手→2012年退団（千葉ロッテマリーンズへの移籍を経て現役を引退）
- 川﨑成晃（元ヤクルト） - 外野手→2018年退団
- 石川駿（元中日）－ コーチ補佐兼内野手[8]→2021年退団
- 藤田太陽（元阪神、埼玉西武、ヤクルト） - 投手コーチ兼投手→総合コーチ兼投手→ヘッドコーチ兼投手→監督（2021年シーズンから就任）
- 水田圭介（元埼玉西武、阪神、中日、ヤクルト） - 野手コーチ兼内野手→野手総合コーチ
- 細川亨（元埼玉西武、ソフトバンク、楽天、ロッテ。元火の国サラマンダーズ監督）－ バッテリーコーチ兼ディフェンス担当[9]
- 与田剛（元中日、ロッテ、日本ハム、阪神。元中日監督） - オーナー付アドバイザー[10]
- 釣寿生（元オリックス） - 捕手[11]
- 山川晃司（元ヤクルト） - 投手[11]
- 佐藤奨真（元ロッテ） - 投手[11]